# Arthur Brooke
Arthur Brooke (vagy Arthur Broke) (? -kb. 1563) angol költő, akinek egyetlen ismert műve a The Tragicall History of Romeus and Juliet (1562), melyről úgy tartják, mintául szolgált William Shakespeare Rómeó és Júlia című művéhez. Brooke műve az olasz Matteo Bandello egyik szerzeményének átfogalmazott verziója.
Arthur Brooke életéről nem sokat tudni, csak az biztos, hogy valamikor 1563 táján hajótörés következtében halt meg Newhaven felé tartva. Ez George Turberville 1567-ben kiadott, Epitaphs, Epigrams, Songs and Sonnets című versgyűjteményéből derül ki, az An Epitaph on the Death of Master Arthur Brooke Drownde in Passing to New Haven című versből.

## Fordítás
- Ez a szócikk részben vagy egészben  az   Arthur Brooke (poet) című angol Wikipédia-szócikk ezen változatának fordításán alapul.  Az eredeti cikk szerkesztőit annak laptörténete sorolja fel. Ez a jelzés csupán a megfogalmazás eredetét és a szerzői jogokat jelzi, nem szolgál a cikkben szereplő információk forrásmegjelöléseként.